# Vanderbilt
Die Vanderbilt-Familie in den USA wurde von dem Unternehmer Cornelius Vanderbilt begründet und umfasst:
- Cornelius Vanderbilt (1794–1877), US-amerikanischer Eisenbahnmogul und Begründer des Clans
  ⚭ 1813 Cousine (1. Grades) Sophia Johnson (1795–1868)
  - Phebe Jane Vanderbilt (1814–1878)
  ⚭ James Madison Cross
  - Ethelinda Vanderbilt (1817–1889)
  ⚭ Daniel B. Allen
  - Eliza Vanderbilt (1819–1890)
  ⚭ 1849 George A. Osgood
  - Emily Almira Vanderbilt (1823–1896)
  ⚭ William Knapp Thorn (1807–1887)
  - Sophia Johnson Vanderbilt (1825–1912)
  ⚭ 1849 Daniel Torrance
  - Maria Louisa Vanderbilt (1827–1896)
  ⚭ 1844–1854 Horrance F. Clark
  ⚭ 1860 Robert J. Niven
  - Frances Lavinia Vanderbilt (1828–1868), unverheiratet
  - Cornelius Jeremiah Vanderbilt (1830–1882)
  ⚭ Ellen Williams
  - Mary Alicia Vanderbilt (1834–1902)
  ⚭ Nicholas LaBau
  ⚭ Charles Frances Berger
  - Catherine Juliette Vanderbilt (1836–1881)
  ⚭ 1850 Smith Barker
  ⚭ 1861 Pierre Gustave LaFitte
  - George Washington Vanderbilt (1839–1864), unverheiratet
  - William Henry Vanderbilt (1821–1885)
  ⚭ Maria Louisa Kissam (1821–1896)
    - Cornelius Vanderbilt II (1843–1899)
  ⚭ Alice Claypoole Gwynne (1845–1934)
      - William Henry Vanderbilt II (1870–1892)
      - Cornelius Vanderbilt III (1873–1942)
  ⚭ Grace Wilson Vanderbilt (1870–1953)
        - Cornelius Vanderbilt IV (1898–1974), Schriftsteller
  ⚭ 1920–1927 Rachel Littleton
        - Grace Vanderbilt (* 1900)
  ⚭ 1924 Robert Livingston Stevens

      - Gertrude Vanderbilt Whitney (1875–1942), Bildhauerin und Kunstmäzenin
  ⚭ 1896 Harry Payne Whitney (1872–1930)
      - Alfred Gwynne Vanderbilt (1877–1915, † beim Untergang der Lusitania)
  ⚭ 1901–1908 Elsie French
        - William Henry Vanderbilt III (1901–1981)
  ⚭ 1911 Margaret Emerson (1884–1960)
        - Alfred Gwynne Vanderbilt II (1912–1999), bekannter Rennpferdzüchter
          - Alfred Gwynne Vanderbilt III (* 1949)
            - James Vanderbilt (* 1975), US-amerikanischer Drehbuchautor und Produzent

        - George Washington Vanderbilt III (1914–1961), Sportsegler und wissenschaftlicher Forschungsreisender
  ⚭ Anita Zabala

      - Reginald Claypoole Vanderbilt (1880–1925)
  ⚭ 1923 Gloria Morgan-Vanderbilt (1904–1965)
        - Gloria Laura Vanderbilt (1924–2019)
  ⚭ 1941–1945 Pasquale DeCicco, Hollywoodagent
  ⚭ 1945–1955 Leopold Stokowski (1882–1977), Dirigent
  ⚭ 1956–1963 Sidney Lumet (1924–2011), Filmregisseur
  ⚭ 1963–1978 Wyatt Cooper (1927–1978), Schriftsteller
          - Anderson Cooper (* 1967), Journalist
            - Wyatt Morgan Cooper (* 2020)
            - Sebastian Luke Maisani-Cooper (* 2022)

      - Gladys Moore Vanderbilt (1886–1965)
  ⚭ Graf László Széchenyi de Sárvár-Felsövidék (1879–1938)

    - Margaret Louisa Vanderbilt (1845–1924)
  ⚭ 1868 Elliott Fitch Shepard (1833–1893)
      - Alice Vanderbilt Shepard Morris (1874–1950), Mäzenatin der Plansprache Interlingua 
  ⚭ 1895 Dave Hennen Morris (1872–1944), US-Botschafter in Belgien

    - William Kissam Vanderbilt (1849–1920)
  ⚭ 1875–1895 Alva Vanderbilt Belmont (1853–1933)
      - Consuelo Vanderbilt (1877–1964)
  ⚭ 1895–1921 Sir Charles Spencer-Churchill, 9. Duke of Marlborough (1871–1934)
  ⚭ 1921 Lieutenant Colonel Louis-Jacques Balsan (1868–1956)
      - William Kissam Vanderbilt II (1878–1944), Rennfahrer und Präsident der New York Central Railroad
  ⚭ 1899–1927 Virginia Graham Fair (1875–1935)
  ⚭ 1927 Rosamund Lancaster Warburton (1897–1947)
        - Muriel Vanderbilt (1902–1982)
  ⚭ 1925–1929 Frederic Cameron Church Jr.
  ⚭ 1931–1936 Henry Delafield Phelps
  ⚭ 1936 J. P. Adams
        - Consuelo Vanderbilt II (1903–1994)
        - William Kissam Vanderbilt III (1907–1933)

      - Harold Stirling Vanderbilt (1884–1970), Profi-Segler und Geschäftsmann
  ⚭ 1903 Ann Rutherford Sands Harriman († 1920)
  ⚭ 1920 Gertrude Lewis Conway

    - Emily Thorn Vanderbilt (1852–1946)
  ⚭ 1872 William Douglas Sloane
  ⚭ 1920 Henry White
    - Florence Adele Vanderbilt (1854–1952)
  ⚭ 1877 Hamilton McKwon Twombly
    - Frederick William Vanderbilt (1856–1938), Direktor der New York Central Railroad
  ⚭ 1878 Louise Holmes Anthony
    - Eliza Osgood Vanderbilt (1860–1936)
  ⚭ 1881 William Seward Webb
    - George Washington Vanderbilt II (1862–1914)
  ⚭ 1898 Edith Stuyvesant Vanderbilt (1873–1958), Kunstmäzenin, Frauenrechtlerin und New Yorker High Society-Lady
      - Cornelia Vanderbilt (1900–1976)
        - George Henry Vanderbilt Cecil (1925–2020)
        - William Amherst Vanderbilt Cecil (1928–2017)